# 薩勒曼·本·哈馬德·阿勒哈利法
巴林王儲薩勒曼·本·哈馬德·阿勒哈利法（阿拉伯语：سلمان بن حمد آل خليفة；1969年10月21日—），是現任巴林王國的王儲與首相，同時也是巴林國防軍的副總司令。
薩勒曼王子曾在1992年於美利坚大学取得政治学文学士學位，後在1994年於剑桥大学王后学院修讀科學史與科學哲學，獲得哲學碩士學位。1999年父親登基後獲封儲君，2020年11月11日叔公哈利法·本·萨勒曼·阿勒哈利法在美国明尼苏达州罗彻斯特梅奥医院病逝後接任其相位。

## 婚姻與子女
薩勒曼王子與財政和國家經濟部助理副國務卿謝赫·達潔·本·哈利法·阿勒哈利法（Sheikh Duaij bin Khalifa Al Khalifa）的幼女哈拉·賓特·達潔·阿勒哈利法結婚。哈拉是婦女和兒童信息中心的名譽主席及巴林智障協會主席，二人共有2子2女：
- 伊薩·本·薩勒曼·阿勒哈利法（Isa bin Salman Al Khalifa，生於1990年3月7日），入讀美利坚大学，2012年畢業。已婚，育有一子。
- 穆罕默德·本·薩勒曼·阿勒哈利法（Mohammed bin Salman Al Khalifa，生於1991年11月11日），入讀巴林學校（2009年畢業班），2011年自桑德赫斯特皇家军事学院畢業[3]，2015年自伦敦国王学院畢業。已婚，育有一子。
- 法蒂瑪-阿勒丹娜·賓特·薩勒曼·阿勒哈利法（Fatima – Al Dana bint Salman Al Khalifa）
- 阿勒居德·賓特·薩勒曼·阿勒哈利法（Al Jude bint Salman Al Khalifa）

## 外部連結
维基共享资源上的相關多媒體資源：薩勒曼·本·哈馬德·阿勒哈利法